# Koenigsegg Regera
Regera é um supercarro híbrido produzido pela fabricante automobilística sueca Koenigsegg. Foi revelado no Salão Internacional do Automóvel de Genebra em março de 2015. O nome Regera é um verbo sueco, que significa "reinar" ou "governar". A Koenigsegg produziu apenas 80 unidades do carro, a maioria das quais vendidas na inauguração.
O Regera foi desenvolvido e projetado para ser uma alternativa mais prática, luxuosa e de grande turismo ao restante da linha de carros esportivos leves da Koenigsegg; inicialmente o Agera e o Jesko. Como resultado, ele está menos focado no desempenho na pista e na redução de peso espartana e mais focado na entrega suave e instantânea de potência fornecida por seu trem de força revisado. Koenigsegg afirma que o Regera será um dos carros híbridos de produção mais potentes e de aceleração mais rápida produzidos. A introdução do Regera ao lado do Agera RS em 2015 resultou, pela primeira vez, no fabricante simultaneamente trabalhar em dois modelos em produção. Essa função foi passada do Agera para o Jesko em 2019, que compartilhou brevemente a linha de produção com o Regera quando a produção do Jesko começou no final de 2021.

## Conceito
O fundador da Koenigsegg, Christian von Koenigsegg, comprou um Tesla Model S em 2013 e ficou impressionado com a capacidade do carro de fornecer potência instantaneamente sem a necessidade de reduzir a marcha ou esperar pelo turbocompressor, especialmente com a experiência direta e intuitiva proporcionada por um carro elétrico como a Tesla, observando que a resposta instantânea dos motores era algo que mesmo um carro de Fórmula 1 não poderia alcançar com um motor de combustão interna tradicional. Von Koenigsegg procurou combinar este aspecto desejável dos powertrains elétricos com a experiência tradicional da Koenigsegg de um carro esporte leve e potente.
Percebendo que alguma forma de compromisso era necessária, von Koenigsegg decidiu buscar uma solução híbrida. Ao remover a tradicional transmissão de dupla embreagem de 7 velocidades e mudar para um sistema de acionamento direto de apenas uma marcha — não possui caixa de velocidades —, a Koenigsegg mitigou o peso adicional dos três motores elétricos e uma bateria de 4,5 kWh instalada no Regera em comparação com o modelo anterior. A solução elétrica de marcha única também forneceu a resposta instantânea que von Koenigsegg buscava, enquanto o motor de combustão interna a bordo manteria a aceleração rápida e a potência em velocidades mais altas, onde os motores elétricos são menos eficazes.

## Desempenho
O Regera tem uma velocidade máxima declarada, limitada eletronicamente, de 404 km/h (251 mph). Koenigsegg afirma que é capaz de acelerar a 100 km/h (62 mph) a partir do repouso em 2,8 segundos, 200 km/h (124 mph) em 6,6 segundos, 300 km/h (186 mph) em 10,9 segundos e atingir uma velocidade de 400 km/h (249 mph) em 20 segundos. Koenigsegg também afirma que a aceleração de 150–250 km/h (93–155 mph) requer 3,9 segundos.

### Recorde mundial
Em 23 de setembro de 2019, o Regera quebrou o recorde de aceleração de 0–400–0 km/h (0–249–0 mph) para um carro de produção com um tempo de 31,49 segundos. Isso é 1,8 segundos mais rápido que o recorde anterior, também mantido por Koenigsegg, mas definido pelo Agera RS. O recorde foi estabelecido no Råda Military Airfield em Lidköping, Suécia, com um carro dirigido pelo piloto de testes de fábrica Sonny Persson.
Durante a tentativa de recorde, o carro acelerou de 0 a 400 km/h em 22,87 segundos em uma distância de 1 613 m e desacelerou até uma parada controlada em 8,62 segundos em uma distância de 435,2 m. A distância total usada para o recorde foi de 2 048,46 m. A corrida foi conduzida em uma combinação de pista e pista de táxi devido ao comprimento insuficiente da pista e como precaução de segurança.